# Ardahan
Ardahan – miasto w Turcji w prowincji Ardahan, której jest stolicą. Znajduje się w północno-wschodniej części kraju w pobliżu granicy z Gruzją. Przez miasto przepływa rzeka Kura, która następnie przepływa przez teren Gruzji (m.in. przez Tbilisi) oraz Azerbejdżanu i uchodzi do Morza Kaspijskiego.
Według danych na 2000 miasto zamieszkiwało 17274 osób, a według danych na 2004 całą prowincję ok. 124 000 osób. Gęstość zaludnienia w prowincji wynosiła ok. 22 osób na km².

## Współpraca
- Achalciche, Gruzja
- Grozny, Rosja